# Œuf de caille

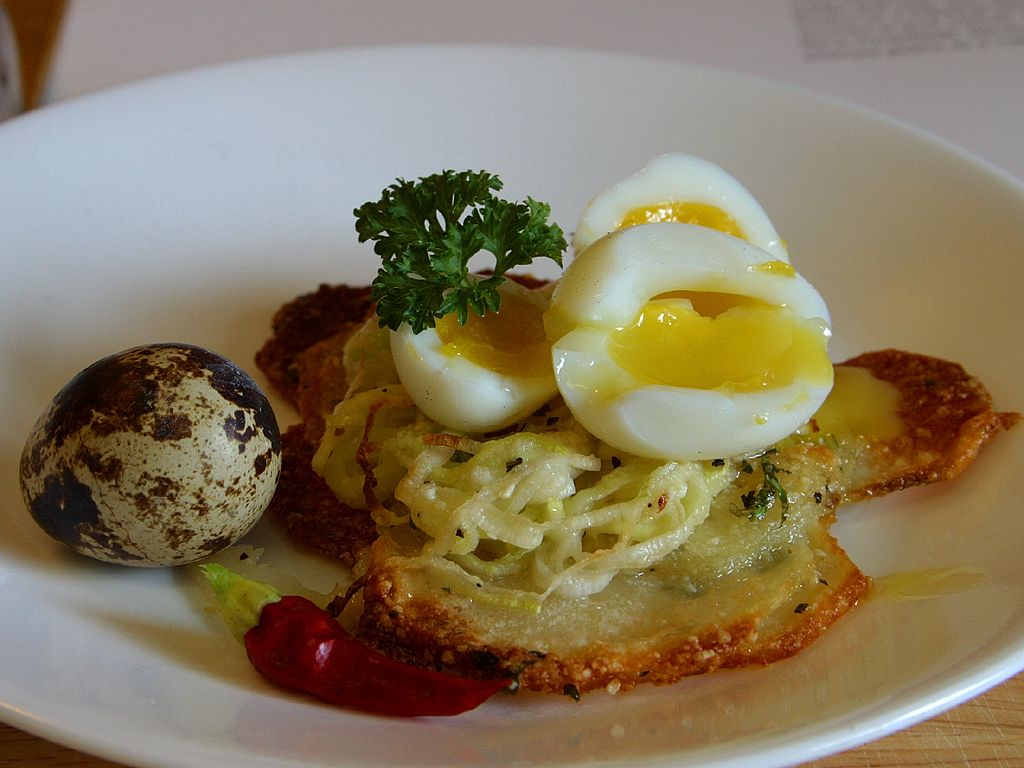
Galette de pomme de terre servie avec des œufs de caille.

L'œuf de caille est l'œuf pondu par les cailles, petit oiseau migrateur de la sous-famille des Perdicinae. La majorité des œufs de caille du commerce sont ceux de la caille du Japon.

## Gastronomie
Les œufs de caille sont considérés comme un mets de choix dans de nombreuses parties du monde, notamment en Europe, en Amérique du Nord et en Inde. Dans la cuisine japonaise, ils sont utilisés crus ou cuits, comme dans les tamagoyaki, les sushis et les bentos.
[réf. nécessaire]
En Colombie, en Équateur et au Venezuela, un œuf de caille dur est une garniture courante sur les hot-dogs et les hamburgers, sur lesquels il est souvent fixé par un cure-dent.[réf. nécessaire]
Aux Philippines, le kwek-kwek (en), un plat issu de la cuisine de rue, se compose d’œufs de caille mollets trempés dans une pâte de couleur orange puis embrochés et frits. Au Vietnam, des sacs d'œufs de caille durs sont vendus sur les étals de rue. En Corée du Sud, les œufs de caille durs sont communs et peu coûteux.

## Propriétés diététiques
L’œuf de caille est souvent conseillé pour ses supposées vertus diététiques, mais celles-ci n'ont jamais été prouvées scientifiquement. Il a été prouvé scientifiquement que le taux de cholestérol de l'œuf de caille et de l’œuf de poule est identique.

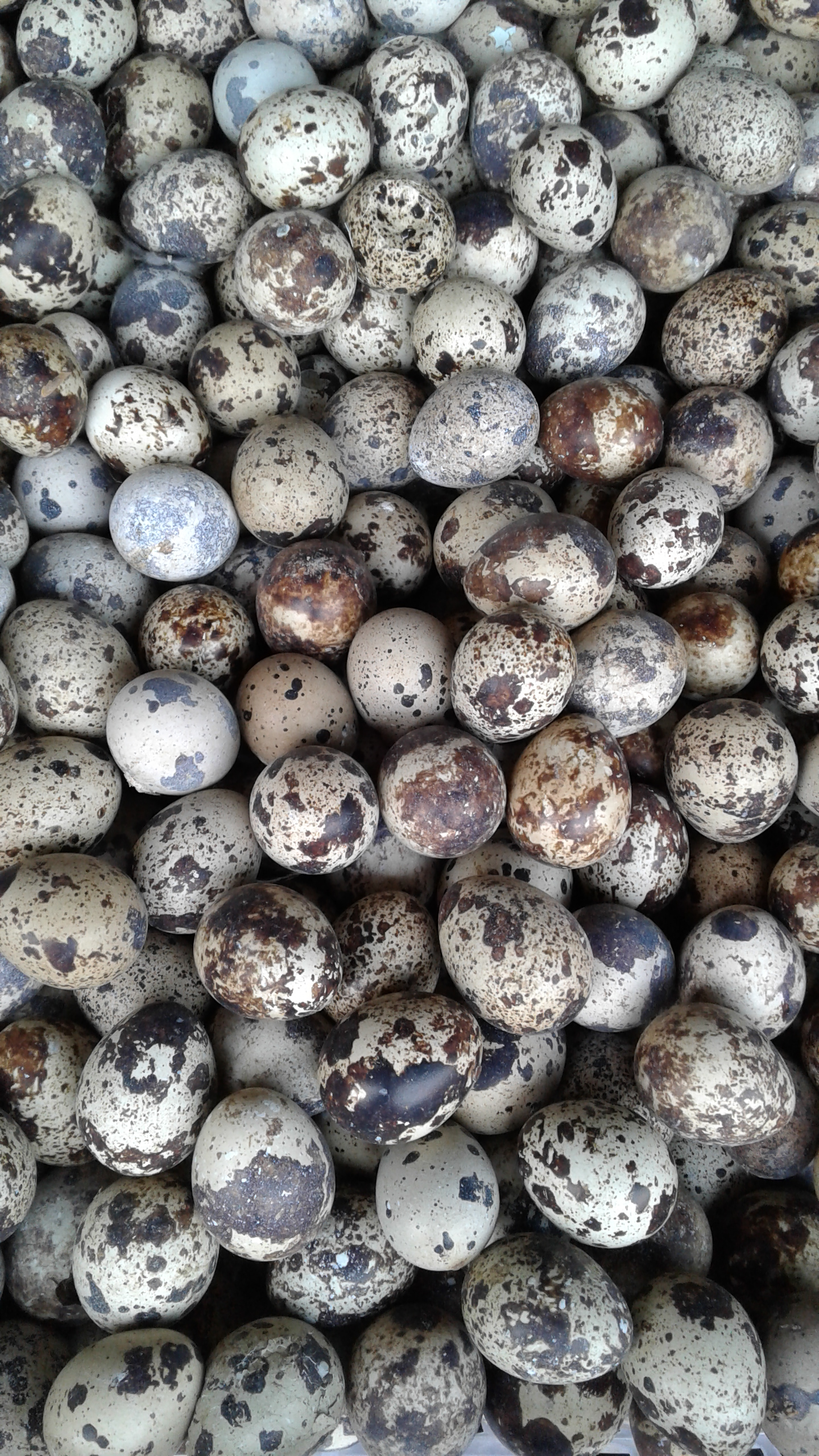
Œuf de caille
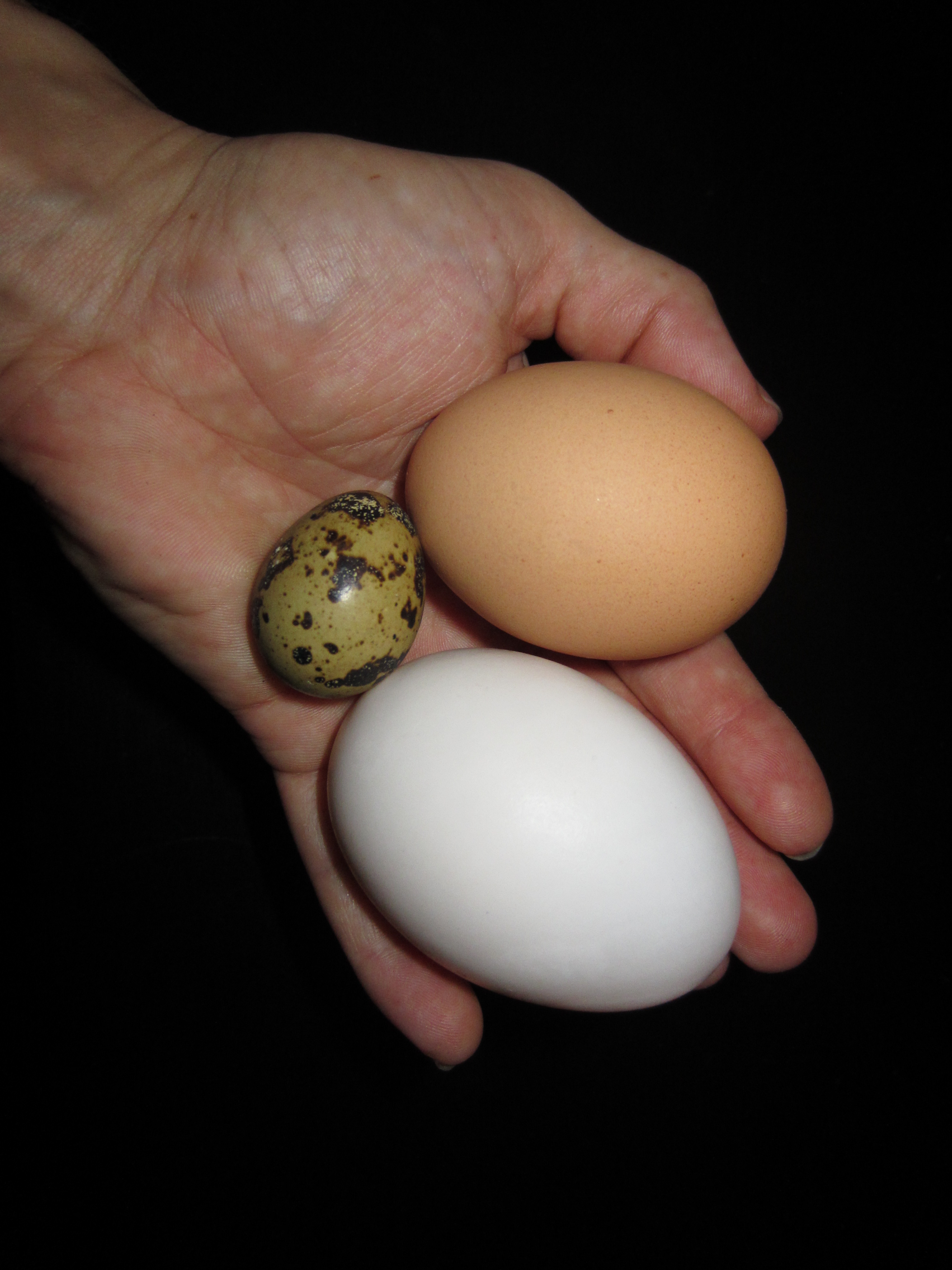
Œuf de caille comparé à un œuf de poule et à un œuf de cane.